# 지연선택 양자 지우개
지연선택 양자 지우개 실험은 김윤호, R. 유(Yu), S. P. 쿨릭(Kulik), Y. H. 시(Shih) 및 말런 스컬리(Marlan O. Scully)가 처음 수행하여 1999년 초에 발표한 것으로 휠러(Wheeler)의 지연 선택 실험에서 고려된 개념이 포함된 양자 지우개 실험을 구현한 것이다. 이 실험은 양자 역학에서 잘 알려진 이중 슬릿 실험의 특이한 결과와 양자 얽힘의 결과를 조사하기 위해 고안되었다.
지연선택 양자 지우개 실험에서는 역설을 탐구한다. 광자 하나가 검출기까지 하나의 경로에서 나온 것처럼 보인다면, 휠러와 다른 사람들이 도전하고 있는 "상식"에 의하면 이중 슬릿 장치에 하나의 입자로 들어 갔음이 틀림 없다. 만일 광자가 구별 할 수 없는 두개의 경로를 따라 온 것처럼 나타난다면, 이중 슬릿 장치에 광자는 파동으로 들어 갔을 것이다. 광자가 진행 중일 때 실험 장치가 변경되면 광자는 파동인지 입자인지에 대한 원래의 "결정"을 번복하여야 한다. 휠러는 이러한 가정을 성간(interstellar) 차원의 장치에 적용한다면, 광자를 관찰하는 방법에 대한 지구상에서의 최종 결정에 의하여 수백만 또는 수십억 년 전에 내린 결정이 번복될 수 있다고 지적했다.
지연선택 실험에서는 광자에 대한 현재의 측정이 과거에 발생한 사건을 변경하는 것처럼 보이는 능력을 확인했지만, 이러한 해석은 양자 역학에 대한 '비표준적 관점'에 의한 것이다. 표준적 관점(코펜하겐 해석)에 따라 비행 중인 광자가 소위 "상태 중첩"에 있는 것으로 해석하는 경우, 즉 입자 또는 파동으로 나타날 가능성이 있는 것으로 해석하면서 비행 중에는 어느 쪽도 아닌 것으로 해석한다면 시간 역설은 존재하지 않는다. 이것이 표준해석이고 최근의 실험은 이를 뒷받침하고 있다.

## 서론
기본적인 이중 슬릿 실험에서 빛의 빔(일반적으로 레이저)은 두 개의 평행한 슬릿 구멍이 뚫린 스크린의 수직방향으로 진행한다. 이중 슬릿 벽으로부터 두 슬릿의 빛이 겹칠 만큼 충분히 멀리 있는 반대편에 검출화면(하얀 종이에서 CCD에 이르는 모든 것이 될 수 있다)을 놓으면 간섭 무늬라고 하는 밝고 어두운 줄무늬 패턴이 관찰된다. 전자와 같은 원자 수준 크기의 다른 물체들도 이중 슬릿을 향해 발사되면 동일한 거동을 보이는 것으로 밝혀져 있다. 광원의 밝기를 충분히 낮추면 간섭 패턴을 형성하는 개별 입자를 탐지 할 수 있게 된다. 간섭 패턴의 출현은 슬릿을 통과하는 각 입자가 자신과 간섭하고 따라서 어떤 의미에서는 하나의 입자가 두 슬릿을 동시에 통과한다는 것을 의미한다. :110 이것은 별개의 물체에 대한 우리의 일상적인 경험과 모순되는 생각이다.
양자 역학 역사에서 중요한 역할을 한 유명한 사고 실험 (예 : 이 실험의 아인슈타인 버전에 대한 토론 참조)에서는 입자 탐지기가 슬릿에 위치하여 광자가 어떤 슬릿을 통과하는지 확인할 수 있게 되면, 간섭 무늬가 사라지는 것을 보여 준다. 이 경로 확인 실험은 광자가 입자 또는 파동으로 행동 할 수는 있지만, 동시에 양쪽 모두로 행동하는 것은 아니라는 상보성 원리를 보여준다. 그런데 이 실험에 대하여 기술적으로 실현 가능한 구현은 1970년대까지 제안되지 않았다. 경로 정보와 간섭 무늬의 가시성은 서로 보완적인 양이다. 이중 슬릿 실험에서 기존의 통념에서는 입자를 관찰하는 것이 하이젠베르크의 불확실성 원리의 결과로 간섭 패턴을 파괴 할 수 있을 만큼 입자를 불가피하게 방해한다고 생각했다.
그러나 1982년에 스컬리(Scully)와 드륄(Drühl)은 이러한 해석에서 하나의 허점을 발견했다. 그들은 입자를 산란시키거나, 제어되지 않는 위상 요인을 도입하지 않으면서도 경로 정보를 얻을 수 있는 "양자 지우개"를 제안했다. 어떤 광자가 각 슬릿에 들어가는지를 관찰하는 (따라서 그들을 방해하는) 것이 아니라, 슬릿을 통과 한 후에 광자를 적어도 원칙적으로 구별 할 수 있는 정보로 그것을 "표시"하는 것을 제안하였다. 물론 광자가 그렇게 표시되면 간섭 무늬는 사라진다. 그러나 표시된 광자가 이중 슬릿을 통과한 후에 경로 정보를 추가로 조작하여 경로 표시를 삭제하면 간섭 무늬가 다시 나타난다. 1982년 이후 여러 실험을 통해 소위 '양자 지우개'의 유효성이 입증되었다.

### 간단한 양자 지우개 실험
양자 지우개의 간단한 버전은 다음과 같이 설명 할 수 있는데, 여기서는 하나의 광자나 확률파를 두개의 슬릿으로 분할하지 않고, 광자를 빔 분할기(beam splitter)에 입사한다. 빔 분할기에 의해 무작위로 분할된 광자의 흐름이 상호 작용할 수 없는 두개의 경로를 따라 통과하는 것으로 생각하면 어떤 광자가 다른 광자나 자신과 간섭할 수 없을 것으로 보인다.
그런데 광자의 생성 속도가 감소하여 한 번에 하나의 광자만 장치에 들어가게 되면, 광자가 하나의 경로로만 이동하는 것으로 이해할 수가 없는데, 왜냐하면 경로의 출구를 변경하여 공통의 하나 혹은 복수의 탐지기에서 일치하도록 하면 간섭 현상이 나타나기 때문이다. 이는 두 개의 슬릿 장치에서 하나의 광자를 상상하는 것과 유사한데, 하나의 광자 임에도 불구하고 여전히 두개의 슬릿과 상호 작용한다.

그림 1. 광자 경로의 지연된 결정을 보여주는 실험

그림 1의 두 그림에서 광자는 노란색 별표로 표시된 레이저에서 한 번에 하나씩 방출된다. 광자의 1/2을 반사하거나 투과하는 50 % 빔 스플리터 (녹색 블록)를 통과한다. 반사되거나 투과된 광자는 빨간색 또는 파란색 선으로 표시된 두개의 가능한 경로를 따라 이동한다.
그림 1의 위 다이어그램에서는 광자의 궤적을 알고 있는 것처럼 보인다. 즉 광자가 장치 상단에서 방출되면 파란색 경로를 통해 왔어야 하고 장치의 측면에서 방출되면 빨간색 경로를 통해 왔어야 하는 것처럼 보인다. 그러나 광자가 감지될 때까지 경로의 중첩에 있다는 것을 명심하는 것이 중요하다. 위의 가정(두 경로 중 어느 하나를 '통하여 왔어야' 한다)은 '분리 오류'의 한 형태이다.
그림 1의 아래 다이어그램에서는 오른쪽 상단에 두 번째 빔 스플리터가 삽입되었다. 이것은 빨간색과 파란색 경로에 해당하는 빔을 재결합한다. 일반적인 사고 방식은 두 번째 빔 스플리터를 도입함으로써 광자가 하나 또는 다른 경로를 따라 '실제로' 이동하였다고 가정 할 수 없기 때문에 우리가 아무리 주의하여도 경로 정보가 "지워졌다"는 것이다. 빔을 재결합하면 각 출구 바로 뒤에 위치한 감지 화면에서 간섭 현상이 발생한다. 오른쪽으로 방출하는 것은 보강간섭을 나타내고 위쪽으로 방출하는 것은 소멸간섭을 나타낸다. 그런데 위에서 설명된 간섭 효과는 '순수한 상태'(pure state)에 있는 '하나의 광자'에 적용된다는 점을 명심해야 한다. 한 쌍의 '얽힌 광자'를 다룰 때에는, 간섭계와 만나는 광자가 '혼합 상태'(mixed state)가 되어, 데이터의 적절한 하위 집합을 선택하기 위한 동시 계수기(coincidence counter)가 없다면 가시적인 간섭 패턴은 없어진다.

### 지연된 선택
현재의 양자 지우개 실험에 대한 기본적인 선행(precursor) 실험인 위에서 설명한 "간단한 양자 지우개"에 대해서는 간단한 고전적인 파동으로도 설명을 할 수 있다. 실제로 이 실험에는 특별히 양자적인 것이 없다고 주장 할 수도 있다. 그럼에도 불구하고 조던(Jordan)은 고전적인 설명이 있음에도 불구하고 위와 같은 1 차 간섭 실험이 진정한 '양자 지우개'로 해석 될 수 있다고 대응 원칙(correspondence principle)에 근거하여 주장해 왔다.
이러한 선행실험에서는 단일 광자 간섭을 사용한다. 그런데 얽힌 광자를 사용하는 양자 지우개 버전은 본질적으로 비고전적이다. 이 때문에 '양자적 해석' 대 '고전적 해석'과 관련하여 발생할 수 있는 모호성을 방지하기 위하여 대부분의 실험자들은 고전적 설명이 불가능한 양자 지우개를 보여주는 비고전적인 얽힌 광자 광원을 사용하기로 선택했다.
또한 얽힌 광자를 사용하면 이 기사의 주제인 지연선택 양자 지우개와 같이 단일 광자 간섭으로는 달성할 수 없는 양자 지우개 버전을 설계하여 구현할 수 있다.

## 김윤호 등의 실험(1999)

그림 2. 김윤호 등의 지연 선택 양자 지우개 실험의 설정. 감지기 D_{0}은 움직일 수 있다.

그림 2에는 김윤호 등의 논문에 자세히 설명된 실험 설정이 나와 있다. 아르곤 레이저에 의하여 이중 슬릿 장치(다이어그램의 왼쪽 상단 모서리에 있는 수직 검은 색 선)를 통과하는 각각의 351.1nm의 광자가 생성된다.
광자 각각은 두 슬릿 중 하나 (또는 둘 다)를 통과한다. 그림에서 광자 경로는 빨간색 또는 연한 청록색의 선으로 구분되어 광자가 어느 슬릿을 통과했는지 나타낸다(빨간색은 슬릿 A를 나타내고 청록색은 슬릿 B를 나타냄).
지금까지 실험은 기존의 이중 슬릿 실험과 같다. 그러나 슬릿의 뒷쪽에서 SPDC(spontaneous parametric down-conversion)가 얽힌 상태에 있는 2개의 광자를 준비하는 데 사용된다. 이것은 비선형 광학 결정 BBO (베타 바륨 붕산염)에 의해 수행되며, (두 슬릿에서의) 각각의 광자를 원래 광자 주파수의 1/2로 두 개의 동일한 직교 편광의 얽힌 광자로 변환시킨다. 이러한 직교 편광 광자가 따르는 경로는 글랜-톰슨 프리즘(Glan-Thompson prism)에 의해 분리된다.
분리된 702.2nm 광자 중의 하나는 "신호"광자 (글랜-톰슨 프리즘에서 위쪽으로 올라가는 빨간색과 청록색 선)로 불리며 D0 의 표적 검출기로 계속 비행한다. 실험 중에 검출기 D0 은 x 축을 따라 스캔되는데 그 움직임은 스텝 모터에 의해 제어된다. 누적된 신호가 간섭 무늬를 형성하는지 여부를 발견하기 위해 D0에서 검출된 "신호 광자 수' 대 '위치 x 값'을 플롯하여 조사한다.
"유휴"(idler) 광자 (글랜-톰슨 프리즘에서 아래로 내려가는 빨간색과 청록색 선)라고 하는 다른 얽힌 광자는 슬릿 A 또는 슬릿 B 의 출구에 따라 프리즘 PS 에 의해 편향되어 발산하는 경로를 따라 날아간다.
경로 분할이 이루어진 조금 뒤에, 유휴 광자는 빔 분할기 BSa, BSb, BSc 에 입사된다. 이 빔 스플리터 BSa, BSb, BSc는 각각 유휴 광자가 통과 할 확률이 50 %이고 반사 될 확률도 50 %이다. Ma 와 Mb는 거울이다.

그림 3. x 축: D_{0} 위치. y 축: D_{0} 과 D_{1}, D_{2}, D_{3}, D_{4} (R_{01}, R_{02}, R_{03}, R_{04}) 사이의 상호 감지 비율. R_{04}는 김윤호 논문에는 없으며 구두 설명에 따라 제공된 것임.

그림 4. D_{0} 과 D_{1}, D_{2}, D_{3}, D_{4} (R_{01}, R_{02}, R_{03}, R_{04}) 사이에서 상호 감지 된 광자의 시뮬레이션 기록

빔 스플리터와 거울에 의하여 아이들러 광자는 D1, D2, D3 및 D4 라벨이 붙은 검출기로 향하게 된다. 이하를 주목하기 바란다.
- 아이들러 광자가 검출기 D3에서 기록되면 이는 '슬릿 B'에서 나왔을 것이다.
- 아이들러 광자가 검출기 D4에서 기록되면 이는 '슬릿 A'에서 나왔을 것이다.
- 아이들러 광자가 검출기 D1 또는 D2에서 감지되면, 이는 '슬릿 A 또는 슬릿 B'에서 나왔을 것이다.
- 슬릿에서 D1, D2, D3, D4까지 측정한 광로의 길이는 슬릿에서 D0 까지의 광 경로 길이보다 2.5m 더 길다. 이는 아이들러 광자로부터 얻을 수 있는 모든 정보는, 이와 얽힌 신호 광자에서 알 수 있는 것보다 약 8ns 늦다는 점을 의미한다.

D3, 또는 D4 에 의한 아이들러 광자의 검출은, 이와 얽혀있는 광자가 슬릿 A 또는 B를 통과하였다는 지연된 "경로 정보"를 제공한다. 반면에, D1 또는 D2 에 의한 아이들러 광자의 검출은, 이와 얽혀있는 광자에 대하여 그러한 경로 정보를 이용할 수 없다는 지연된 정보를 제공한다. 아이들러 광자로부터 이전의 경로 정보를 얻을 수 있었더라면, 이 정보는 "지연된 삭제"의 대상이 된다고 한다.
동시 계수기(coincidence counter)를 사용하여 실험자들은 광 노이즈에서 얽힌 신호를 분리하여 신호와 아이들러 광자가 (8 ns의 지연을 보정 한 후) 모두 감지된 이벤트만 기록할 수 있다. 그림 3 및 4 참조.
- 실험자가 신호 광자와 얽혀있는 아이들러 광자가 D1, D2에서 검출될 때의 신호 광자를 관찰하면, 간섭 패턴을 검출한다.
- 그러나, 신호광자와 얽힌 아이들러 광자가 D3, D4에서 검출 될 때의 신호 광자를 관찰하면 이들은 간섭이 없는 단순 회절 패턴을 검출한다.

### 의미
이 결과는 이중 슬릿 실험의 결과와 유사한데, 광자가 어느 슬릿에서 유래하는지 알 수 없는 경우 간섭이 관찰되고 경로를 알면 간섭이 관찰되지 않기 때문이다.

그림 5. D_{0}에서 신호 광자의 분포는 디지털 빌보드에서 전구의 분포와 비교될 수 있다. 모든 전구에 불이 들어 오면 광고판에 이미지 패턴이 나타나지 않지만, 일부 전구를 끄면 이미지를 "복구"할 수 있다. 마찬가지로 D_{0}에서 신호 광자 사이의 간섭 패턴 또는 비 간섭 패턴은 일부 신호 광자를 "스위치 오프"(또는 무시) 한 후에만 복구할 수 있으며 패턴을 복구하기 위해 무시해야 하는 신호 광자를 검출기 D_{1} ~ D_{4}에서 대응하는 얽힌 아이들러 광자를 확인하는 경우에만 이 정보를 얻을 수 있다.

그런데 이 실험을 놀라게 만드는 것은 고전적인 이중 슬릿 실험과 달리 아이들러의 경로 정보를 보존할지 삭제할지 여부를 선택하는 것이 신호 광자의 위치가 D0 에 의해 측정되고 '8 ns가 지난 후'에 비로소 이루어진다는 점이다.
D0에서 신호 광자를 감지하여도 어떤 경로 정보도 직접 생성되지 않는다. 경로 정보를 제공하는 D3 또는 D4에서 아이들러 광자의 탐지는 D0에서 공통으로 탐지된 신호 광자의 하위 집합에서 간섭 패턴을 관찰 할 수 없음을 의미한다. 마찬가지로, 경로 정보를 제공하지 않는 D1 또는 D2에서 아이들러 광자의 검출은 D 0에서 공통으로 검출 된 신호 광자의 서브 세트에서 간섭 패턴이 관찰 될 수 있음을 의미한다.
즉, 얽힌 신호 광자가 D0 에 도달 한 후 한참 지나기까지도 아이들러 광자는 광학적 거리가 더 길어서 아직 관찰되지 않음에도 불구하고, D0 의 간섭신호는 광자신호와 얽혀 있는 아이들러 광자가 경로 정보를 보존하는 검출기( D3 또는 D4 ) 또는 경로 정보를 삭제하는 검출기 ( D1 또는 D2 )의 어느 쪽에서 검출되는지에 의하여 결정된다는 점이다.
일부는 이 결과를 아이들러 광자의 경로를 관찰하거나 관찰하지 않는 지연된 선택이 과거 사건의 결과를 변화 시킨다는 의미로 해석하기도 했다. 하지만 간섭 패턴은 아이들러가 감지 된 후 (즉, D1 또는 D2에서 감지된 후)에 비로소 관찰을 위해 추출될 수 있다는 점에 특히 유의할 필요가 있다.
신호 광자와 얽힌 아이들러 광자가 여러 개의 서로 다른 감지기에 도달하였을 때, D0에서 모든 신호 광자의 총 패턴은, 아이들러 광자에 어떤 일이 발생하는지에 관계없이 간섭을 나타내지 않는다. 이러한 일이 어떻게 가능한 지에 대한 하나의 아이디어는, R01, R02, R03, 및 R04 의 그래프를 보고 R01 라인의 피크가 R02 의 골에 해당한다는 점(즉 두개의 간섭무늬 사이에 π의 위상 변화가 존재)을 관찰하여 얻을 수 있다. R03 은 하나의 최대 값을 나타내고 실험적으로 R03 과 동일한 R04는 비슷한 결과를 나타낸다. 동시 계수기를 사용하여 필터링된 얽힌 광자를 그림 5에서 시뮬레이션하여 실험에서 얻을 수 있는 결과에 대한 시각적 인상을 제공한다. D0에서 모든 상관 계수(correlated count)의 합은 간섭을 나타내지 않는다. D0 에 도달하는 모든 광자가 하나의 그래프에 그려지면 밝은 중앙의 띠만 볼 수 있다.

## 시사점

### 소급 인과성
지연 선택 실험은 시간과 시간 순서에 대한 의문을 불러 일으키고 시간과 인과적 순서에 대한 우리의 일반적인 생각에 대한 의문을 제기한다. D1, D2, D3, D4의 사건이 D0의 결과를 결정한다면 마치 결과가 원인보다 우선하는 것처럼 보인다(소급 인과성). 유휴 광자 경로가 매우 크게 연장되어 1년이 지나서야 광자가 D1, D2, D3 또는 D4 에 나타난다면, 이러한 광자가 감지되었을 때는 신호 광자가 1년 전에 특정한 모드로 나타나도록 한 것이다. 또 다른 대안으로는 아이들러 광자의 미래 운명에 대한 지식에 의하여 신호 광자의 현재의 활동이 결정된다는 것이다. 이러한 아이디어는 인과관계에 대한 일반적인 인간의 예상과 일치하지 않는다. 그런데 미래에 대한 지식, 즉 이것은 숨겨진 변수가 될 수 있는데 이는 실험에 의하여 반박되었다.
얽힘을 포함하는 실험은 일부 사람들이 인과적 순서에 대한 일반적인 생각을 의심하게 만드는 현상을 보여준다. 지연 선택 양자 지우개에서 간섭 무늬를 형성하는 광자와 관련된 경로 데이터 정보가, 신호 광자가 검출기에 도달한 이후에 지워지더라도, 신호광자에 의한 간섭 무늬가 D0에 형성된다. 실험의 이러한 특징은 매우 당혹스러운데, D0 은 적어도 원칙적으로는 우주의 한쪽에 있을 수 있고 다른 4 개의 탐지기는 서로에 대해 "우주의 다른 쪽에" 있어도 된다는 것이다. :197f

### 합의: 소급 인과 관계 없음
그러나 간섭패턴은 아이들러 광자가 검출되고, 실험자가 이러한 정보를 얻을 수 있으며, 간섭 패턴 중에서 실험자가 특정한 감지기를 통과한 아이들러 광자와 일치하는 신호 광자의 특정한 부분 집합을 볼 때에만 비로소 소급적으로 보일 뿐이다. :197
더욱이 얽힌 신호와 아이들러 광자의 상태에 대한 관찰의 효과를 역사적 순서로 고려하면 소급적으로 보이는 거동은 '사라진다'. 구체적으로, D0에서 탐지하기 '이전에' 어느 방향 정보의 탐지/삭제가 발생하는 경우에 표준적인 단순한 설명에서는 "아이들러 광자가 탐지되는 탐지기 D i 에 의하여 신호 광자에 대한 D0에서의 확률 분포가 결정된다". 마찬가지로 D0 가 아이들러 광자의 검출에 '선행'하는 경우에는 다음과 같은 설명이 정확하다. "감지된 신호 광자의 D 0에서의 위치에 의하여 아이들러 광자가 D1, D2 ,D3 또는 D4 중의 하나에 도달 할 확률이 결정된다". 이러한 해석들은 얽힌 광자와 관측가능량(observable)의 상관 관계를 직관적인 인과 방식으로 공식화하는 동등한 방식들이므로, 어느쪽 (특히 '원인이 결과에 선행'하고 '소급적 작용이 나타나지 않는' 설명)을 선택하여도 된다.
1 차 검출기에서 신호 광자의 종합 패턴은 간섭을 나타내지 않으므로 (그림 5 참조) "신호 광자만 관찰하여 아이들러 광자에 어떤 일이 발생하는지 추론 할 수 없다 ". 요하네스 팡크하우저(Johannes Fankhauser)는 그의 논문에서 지연 선택 양자 지우개 실험은 간단하게 역설이 해결될 수 있는 벨 유형의 시나리오와 유사하고 따라서 기이한 점이 실제로는 존재하지 않는다는 점을 보여주었다. 또한 논문에서 드 브로이-봄(de Broglie-Bohm) 측면에서 이 실험에 대한 자세한 설명을 '광자의 정확한 궤적'과 함께 제공하고 "시간적 영향에서의 역행"은 존재하지 않는다는 결론에 도달하고 있다. 지연 선택 양자 지우개는 '신호 광자에 중첩된 데이터'를 4개의 개별 감지기 화면에서 아이들러 광자의 상태를 반영하는 4 개의 일련의 데이터로 추출하기 위하여 광속 이하의 프로세스에 의해 도착하는 또 다른 신호를 필요로 하기 때문에 역인과적인 방식으로 정보를 전달하는 것은 아니다.
사실, 필리페 에버하드(Phillippe Eberhard)가 증명한 정리에서는, 상대론적 양자장 이론에서 인정되는 방정식이 맞다면 양자 효과를 사용하여 인과 관계를 실험적으로 위반하는 것은 결코 가능하지 않다는 것을 보여준다. (조건부 확률의 역할을 강조하는 취급은 참고 문헌 참조. )
인과 관계에서 시간적 순서에 대한 우리의 상식적인 생각에 도전하는 것 외에도, 이 실험은 국소성에 대한 우리의 생각을 강력하게 도전하는 것 중의 하나이다. 국소성에 의하면 물체는 직접 접촉을 하거나 적어도 자기장이나 다른 장 현상을 통한 상호 작용에 의하지 않으면 서로 작용할 수 없기 때문이다. :199

### 합의에 대한 반대
에버하드(Eberhard)의 증명에도 불구하고 일부 물리학자들은 이러한 실험이 이전 실험과 일치하지만 여전히 실험적 인과관계는 위반하는 방식으로 변경될 수 있을 것으로 추정하고 있다.

## 기타 지연 선택 양자 지우개 실험
김윤호 등 지연 선택 양자 지우개에 대하여 다양한 개선 또는 확장 실험이 수행되거나 제안되었다. 여기서는 보고서 및 제안의 일부만 게시한다:
스카첼리(Scarcelli) 등은 2007년, 2 광자 이미징 체계에 기반한 지연 선택 양자 지우개 실험에 대해 보고 했다. 이중 슬릿을 통과한 광자를 감지 한 후, 멀리 얽힌 쌍둥이를 측정하여 경로 정보를 지우거나 지우지 않도록 임의의 지연 선택을 했다. 그런 다음 광자의 입자형 및 파동형 동작을 동시에 한 세트의 상호 탐지기에 의해 각각 기록했다.
페루초(Peruzzo) 등은 2012년, 입자 및 파동 거동을 동시에 조사한 양자 제어 빔 스플리터에 기반한 양자 지연 선택 실험에 대해 보고했다. 광자 행동의 양자적 특성은 관찰자의 지연된 선택을 대체하는 벨의 부등식으로 시험되었다.
르차이(Rezai) 등은 2018년, 홍-오우-맨델(Hong-Ou-Mandel) 간섭을 지연 선택 양자 지우개와 결합했다. 두 개의 호환되지 않는 광자를 빔 스플리터에 부과하여 간섭 패턴을 관찰할 수 없도록 하였다. 출력 포트가 통합 된 방식으로 모니터링되면 (즉, 모든 클릭을 계수하면), 간섭이 발생하지 않는다. 나오는 광자를 편광 분석하여 우회전 편광의 하위 집합을 선택한 경우에만 홍-오우-맨델(Hong-Ou-Mandel) 딥 형태의 양자 간섭이 발생한다.
고체 전자식 마하 젠더 간섭기(MZI, Mach-Zehnder interferometer)의 제작은 양자 지우개 실험의 전자 버전에서 이를 사용하는 제안으로 이어졌다. 이것은 탐지기 역할을하는 두 번째 전자식 MZI에 대한 쿨롱(Coulomb) 결합에 의해 달성된다.
얽힌 중성 카온 쌍도 조사되었는데 양자 마킹 및 양자 소거 기술을 사용한 조사에 적합한 것으로 밝혀졌다.
수정된 슈테른-게를라흐(Stern-Gerlach) 실험 설정을 사용하는 양자 지우개가 제안되었다. 이 제안에서는 동시 계수기가 필요하지 않으며 추가적인 슈테른-게를라흐 자기장을 적용하여 양자 소거를 수행한다.

### 내용주
1. ↑  Stanford Encyclopedia of Philosophy, "More recently, the Bell type experiments have been interpreted by some as if quantum events could be connected in such a way that the past light cone might be accessible under non-local interaction; not only in the sense of action at a distance but as backward causation. One of the most enticing experiments of this kind is the Delayed Choice Quantum Eraser designed by Yoon-Ho Kim et. al (2000). It is a rather complicated construction. It is set up to measure correlated pairs of photons, which are in an entangled state, so that one of the two photons is detected 8 nanoseconds before its partner. The results of the experiment are quite amazing. They seem to indicate that the behavior of the photons detected these 8 nanoseconds before their partners is determined by how the partners will be detected. Indeed it might be tempting to interpret these results as an example of the future causing the past. The result is, however, in accordance with the predictions of quantum mechanics." http://plato.stanford.edu/entries/causation-backwards/.
2. ↑  "... the future measurements do not in any way change the data you collected today. But the future measurements do influence the kinds of details you can invoke when you subsequently describe what happened today. Before you have the results of the idler photon measurements, you really can't say anything at all about the which-path history of any given signal photon. However, once you have the results, you conclude that signal photons whose idler partners were successfully used to ascertain which-path information can be described as having ... traveled either left or right. You also conclude that signal photons whose idler partners had their which-path information erased cannot be described as having ... definitely gone one way or the other (a conclusion you can convincingly confirm by using the newly acquired idler photon data to expose the previously hidden interference pattern among this latter class of signal photons). We thus see that the future helps shape the story you tell of the past." — Brian Greene, The Fabric of the Cosmos, pp 198–199
3. ↑  The Kim paper says: P. 1f: The experiment is designed in such a way that L0, the optical distance between atoms A, B and detector D0, is much shorter than Li, which is the optical distance between atoms A, B and detectors D1, D2, D3, and D4, respectively. So that D0 will be triggered much earlier by photon 1. After the registration of photon 1, we look at these "delayed" detection events of D1, D2, D3, and D4 which have constant time delays, i ≃ (Li − L0)/c, relative to the triggering time of D0.

P.2: In this experiment the optical delay (Li − L0) is chosen to be ≃ 2.5m, where L0 is the optical distance between the output surface of BBO and detector D0, and Li is the optical distance between the output surface of the BBO and detectors D1, D2, D3, and D4, respectively. This means that any information one can learn from photon 2 must be at least 8ns later than what one has learned from the registration of photon 1. Compared to the 1ns response time of the detectors, 2.5m delay is good enough for a "delayed erasure".

P. 3: The which-path or both-path information of a quantum can be erased or marked by its entangled twin even after the registration of the quantum.

P. 2: After the registration of photon 1, we look at these "delayed" detection events of D1, D2, D3, and D4 which have constant time delays, i ≃ (Li − L0)/c, relative to the triggering time of D0. It is easy to see these "joint detection" events must have resulted from the same photon pair. (Emphasis added. This is the point at which what is going on at D0 can be figured out.)